# Домаховская волость
Дома́ховская во́лость — упразднённая административно-территориальная единица, существовавшая в составе 1-го стана Дмитровского уезда Орловской губернии. Располагалась на западе уезда. 
Административным центром было село Домаха.

## История
Образована в ходе крестьянской реформы 1861 года.
Упразднена в связи с укрупнением волостей в 1923 году.
В настоящее время территория волости входит в состав Дмитровского района Орловской области.

## Населённые пункты
В 1880 году в состав волости входило 6 населенных пунктов:
- Домаха
- Большое Кричино
- Воронино
- Кавелино
- Любощь
- Малое Кричино

## Волостные старшины
Список неполный:
- Павел Романович Козин (начало XX века)[4]